# 第一期線
第一期線（日语：／ Daiikki sen */?）是由鹿兒島市交通局（鹿兒島市電）擁有的電車路線之一。
在運行系統上，電車會直通運輸至谷山線、第二期線和唐湊線。

## 運行形態
在高見馬場至鹿兒島站前之間區間中，1系統和2系統互相交替運行。
- ■1系統（谷山 - 武之橋 - 鹿兒島站前）- 行走第一期線所有區間，每6分鐘一班
- ■2系統（郡元 - 鹿兒島中央站前 - 鹿兒島站前）- 行走第一期線高見馬場至鹿兒島站前之間，每6分鐘一班

## 歷史
- 1914年（大正3年）
  - 7月3日 - 鹿兒島電氣軌道 武之橋至山之口馬場（現已停用）之間開通。
  - 7月22日 - 鹿兒島電氣軌道 山之口馬場 - 天文館通之間開通。
  - 10月3日 - 鹿兒島電氣軌道 天文館通 - 朝日通之間開通。
  - 10月16日 - 鹿兒島電氣軌道 朝日通 - 不斷光院（現時：市役所前）之間開通。
  - 12月20日 - 鹿兒島電氣軌道 不斷光院 - 停車場前（現時：鹿兒島站前）之間開通，全線開通。
- 1928年（昭和3年）7月1日 - 鹿兒島市電氣局接管路線。
- 1933年（昭和8年）1月 - 改組成為鹿兒島市交通課路線。
- 1952年（昭和27年）10月 - 改組成為鹿兒島市交通局路線。
- 1996年（平成8年）11月6日 - 隨著縣廳遷移，縣廳前停留場改名為蹟廳跡停留場。
- 1997年（平成9年）8月 - 縣廳跡停留場改名為水族館口停留場。

## 電車站列表
所有電車站都位於鹿兒島縣鹿兒島市內。
| 電車站編號 | 中文站名         | 日文站名 | 英文站名                | 站間 營業 距離 | 累計 營業 距離 | 接續路線                                       |
| ---------- | ---------------- | -------- | ----------------------- | -------------- | -------------- | ---------------------------------------------- |
| I11        | 武之橋           |          | Takanohashi             | -              | 0.0            | 鹿兒島市電：谷山線                             |
| I10        | 新屋敷           |          | Shinyashiki             | 0.5            | 0.5            |                                                |
| I09        | 甲東中學校前     |          | Koto chugakko-mae       | 0.2            | 0.7            |                                                |
| I08 N08    | 高見馬場         |          | Takamibaba              | 0.3            | 1.0            | 鹿兒島市電：第二期線                           |
| I07 N07    | 天文館通         |          | Tenmonkandori           | 0.5            | 1.5            |                                                |
| I06 N06    | 石燈籠通         |          | Izurodori               | 0.3            | 1.8            |                                                |
| I05 N05    | 朝日通           |          | Aashidori               | 0.3            | 2.1            |                                                |
| I04 N04    | 市役所前         |          | Shiyakusho-mae          | 0.3            | 2.4            |                                                |
| I03 N03    | 水族館口         |          | Suizokukan guchi        | 0.2            | 2.6            |                                                |
| I02 N02    | 櫻島棧橋通停留場 |          | Sakurajima sanbashidori | 0.2            | 2.8            |                                                |
| I01 N01    | 鹿兒島站前       |          | Kagoshimaeki-mae        | 0.2            | 3.0            | 九州旅客鐵道：鹿兒島本線、日豐本線（鹿兒島站） |

### 已廢止的電車站
- 和泉屋町停留場（1921年前啟用，1939年後廢止）
- 市廳通停留場（1921年以山堀站的名義啟用，1923年改名，廢止日期不詳）
- 金生町停留場（1932年以野菜町通停留場的名義啟用，1935年改名，1943年5月5日廢止）
- 日置裏門通停留場（啟用日期不詳，1921年前部分時期廢止，1929年1月15日恢復營業，1943年5月5日廢止）
- 山之口町停留場（1913年7月3日以山之口馬場停留場的名義啟用，1943年5月5日廢止）

### 曾經可接續的路線
- 市役所前停留場：鹿兒島市電上町線（日语：鹿児島市電上町線）

## 注腳
1. 1 2 3 4 5  鹿兒島市交通局　鹿兒島市電 （页面存档备份，存于）（日語）
2. ↑  國土交通省鐵道局監修《鉄道要覧》平成29年度版，電氣車研究會、鐵道圖書刊行會
3. ↑  【ユキサキナビ】鹿児島市電第１期線（鹿児島県）の鉄道駅［電車駅］路線から探す （页面存档备份，存于）（日語）
4. 1 2 3  路線圖 （页面存档备份，存于）（日語）

## 外部連結
- 鹿兒島市交通局 （页面存档备份，存于）（日語）

Template:鹿兒島市電第一期線